# 印度 (交響組曲)
『印度』（インド）は、山田一雄が1941年に作曲した交響組曲。演奏時間は約12分。

## 概要
3幕で構成されるバレエ音楽『呪縛』の声楽部分を抜いて交響組曲に編曲した作品。初演は1942年5月に作曲者指揮者日本交響楽団により行われ、同時に日本放送協会東京放送局から海外に向けて発信された。

## 楽器編成
フルート2、ピッコロ、クラリネット、バスクラリネット、ファゴット2、ホルン4、トランペット3、トロンボーン3、ティンパニ、小太鼓、大太鼓、鉄琴、トライアングル、シンバル、チューブラーベル、タムタム、タンブリン、ピアノ、弦五部

## 楽曲構成
第1曲 Moderato 4/4拍子
この箇所のみ原曲をほぼ踏襲している。まずクラリネットとヴァイオリンが「夕暮キャラバン」の主題を提示した後、フルートに「街の女どもの踊」が現れる。その後これらの主題が変化されるが、チューブラーベルのフォルテッシモと同時に沈静化する。
第2曲 Andante 4/4拍子
原曲は第2景の「悪夢」。フルートの即興的な序奏の後、五音音階の主部が提示される。その後これを変形させた主題がフルートとヴァイオリンで奏される。
第3曲 Larghetto con motto 2/4拍子
オーボエとフルートが「罪僧の舞」の主題を提示した後、第2曲の序奏主題を再びフルートが奏す。
第4曲 Rubato tempo marcato 3/4拍子
弦楽器、ピアノ、ホルン、ファゴットによる激しい主題は若い僧による殺人をテーマとしている。